# The Spark (album)
Pour les articles homonymes, voir Spark.
Albums de Enter Shikari
Live at Deezer
(2016) Nothing Is True & Everything Is Possible
(2020)
Singles
1. Live Outside
Sortie : 31 juillet 2017
2. Rabble Rouser
Sortie : 13 septembre 2017
3. The Sights
Sortie : 15 décembre 2017

The Spark est le cinquième album studio du groupe britannique de post-hardcore electro Enter Shikari publié le 22 septembre 2017 sur leur label Ambush Reality.

## Classements
| Classement musical            | Meilleure position |
| ----------------------------- | ------------------ |
| Allemagne (Media Control AG)  | 60                 |
| Australie (ARIA)              | 56                 |
| Autriche (Ö3 Austria Top 40)  | 50                 |
| Belgique (Flandre Ultratop)   | 68                 |
| Belgique (Wallonie Ultratop)  | 173                |
| Écosse (OCC)                  | 4                  |
| Royaume-Uni (UK Albums Chart) | 5                  |

## Liste des chansons
Toutes les paroles sont écrites par Roughton Reynolds, toute la musique est composée par Enter Shikari.
| No  | Titre                                           | Durée |
| --- | ----------------------------------------------- | ----- |
| 1.  | The Spark                                       | 0:47  |
| 2.  | The Sights                                      | 3:18  |
| 3.  | Live Outside                                    | 3:37  |
| 4.  | Take My Country Back                            | 3:41  |
| 5.  | Airfield                                        | 4:46  |
| 6.  | Rabble Rouser                                   | 4:22  |
| 7.  | Shinrin-yoku                                    | 4:15  |
| 8.  | Undercover Agents                               | 4:24  |
| 9.  | The Revolt of the Atoms                         | 4:42  |
| 10. | An Ode to Lost Jigsaw Pieces (In Two Movements) | 5:55  |
| 11. | The Embers                                      | 0:44  |